# دیک هوول
دیک هوول (به انگلیسی: Dick Howell) (زادهٔ ۱۲ اکتبر ۱۹۰۳) شناگر اهل ایالات متحده آمریکا است.